# Пейрескія
Пейрескія (Pereskia (Plum.) Mill., 1754) — рід сукулентних рослин з родини кактусових. Єдиний представник підродини Pereskioideae.

## Історія

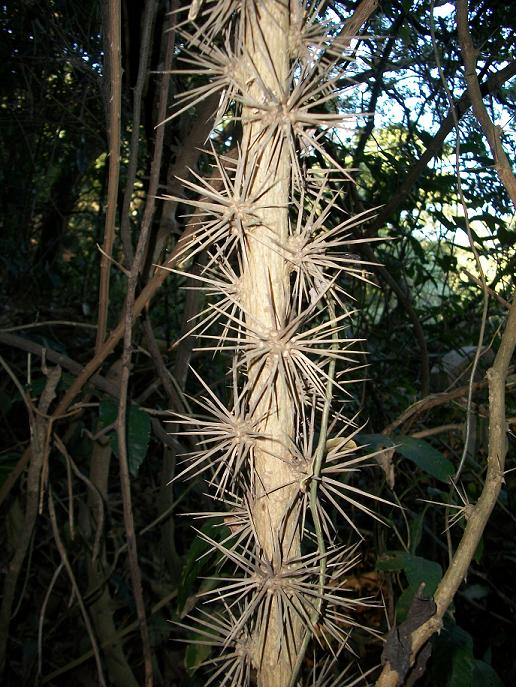
Стебло Pereskia aculeata

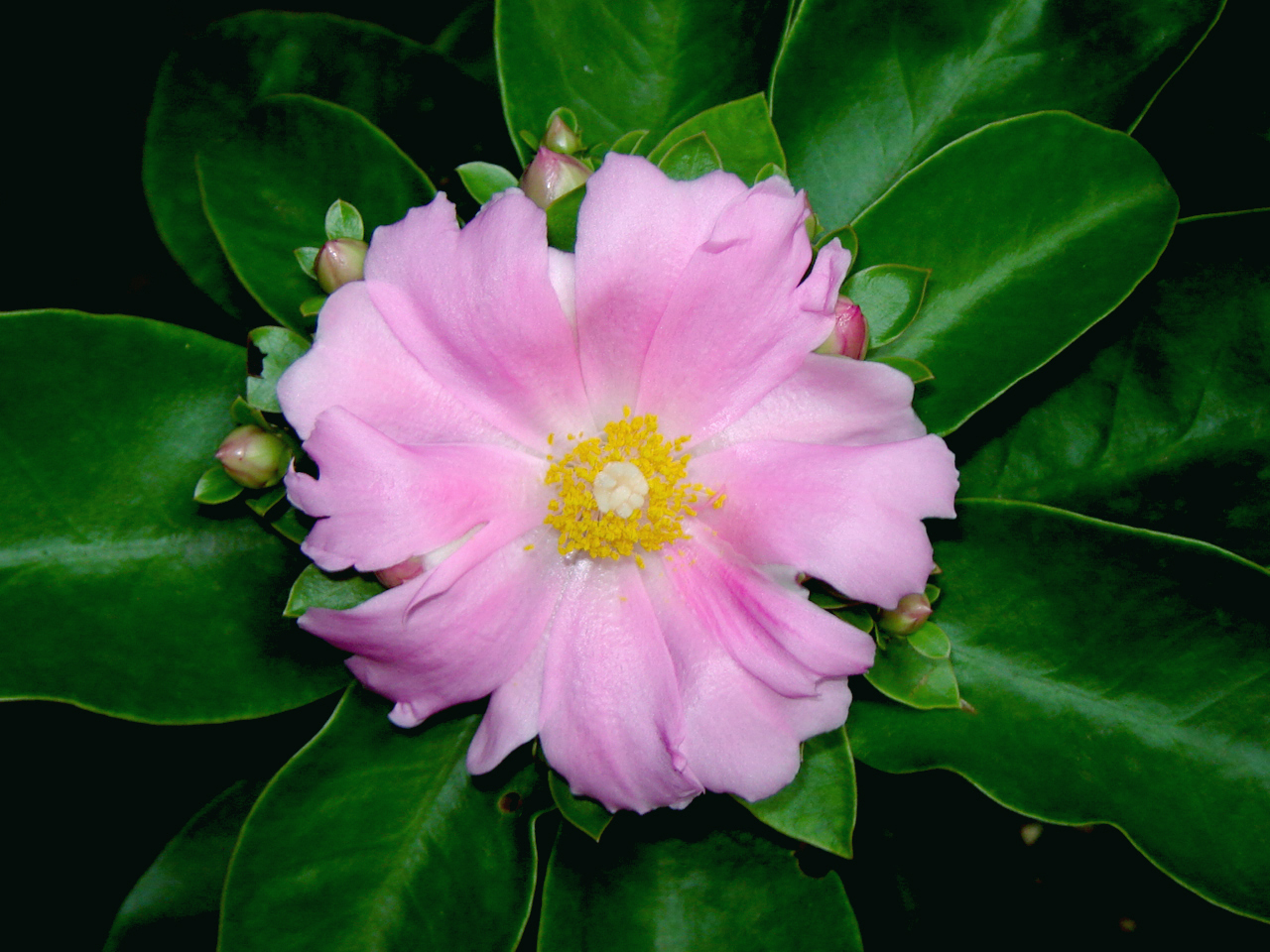
Квітка Pereskia grandifolia

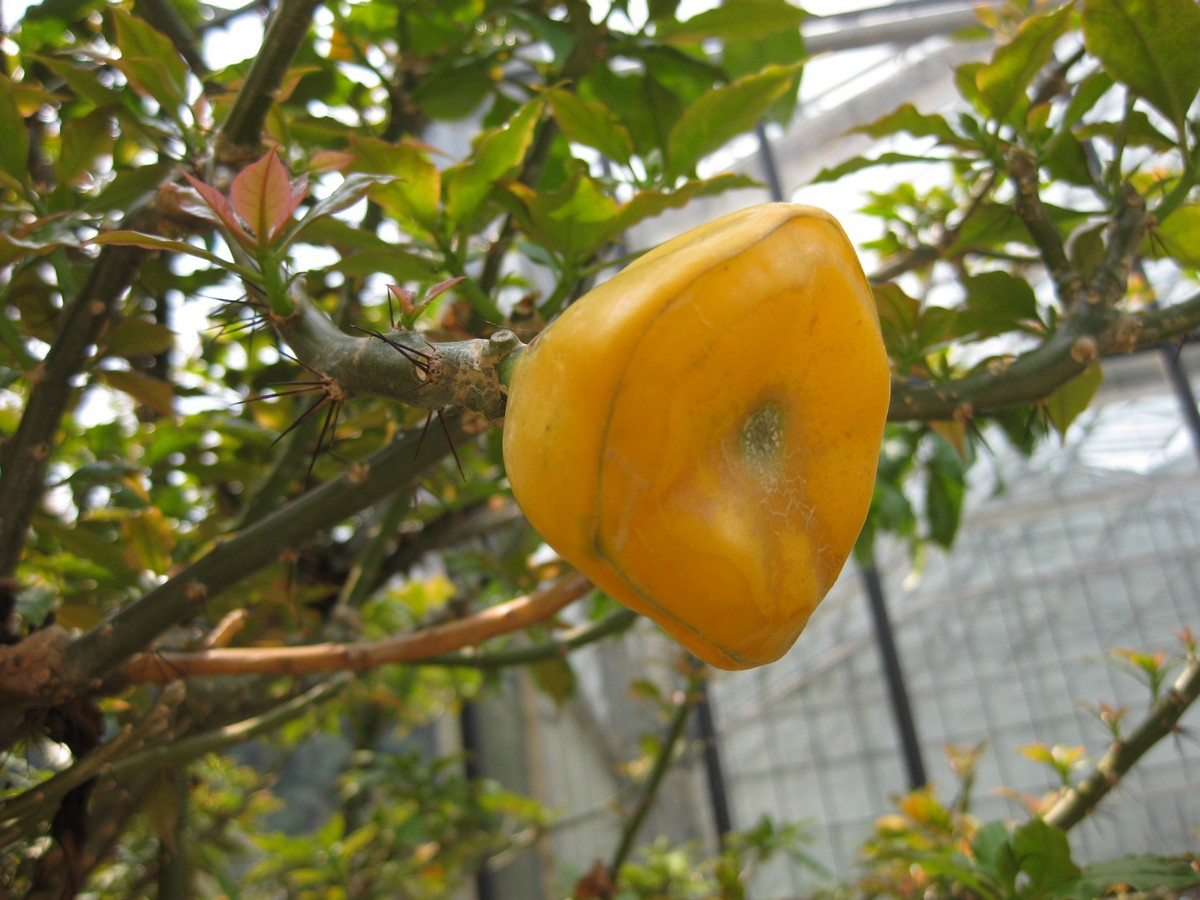
Плід Pereskia bleo

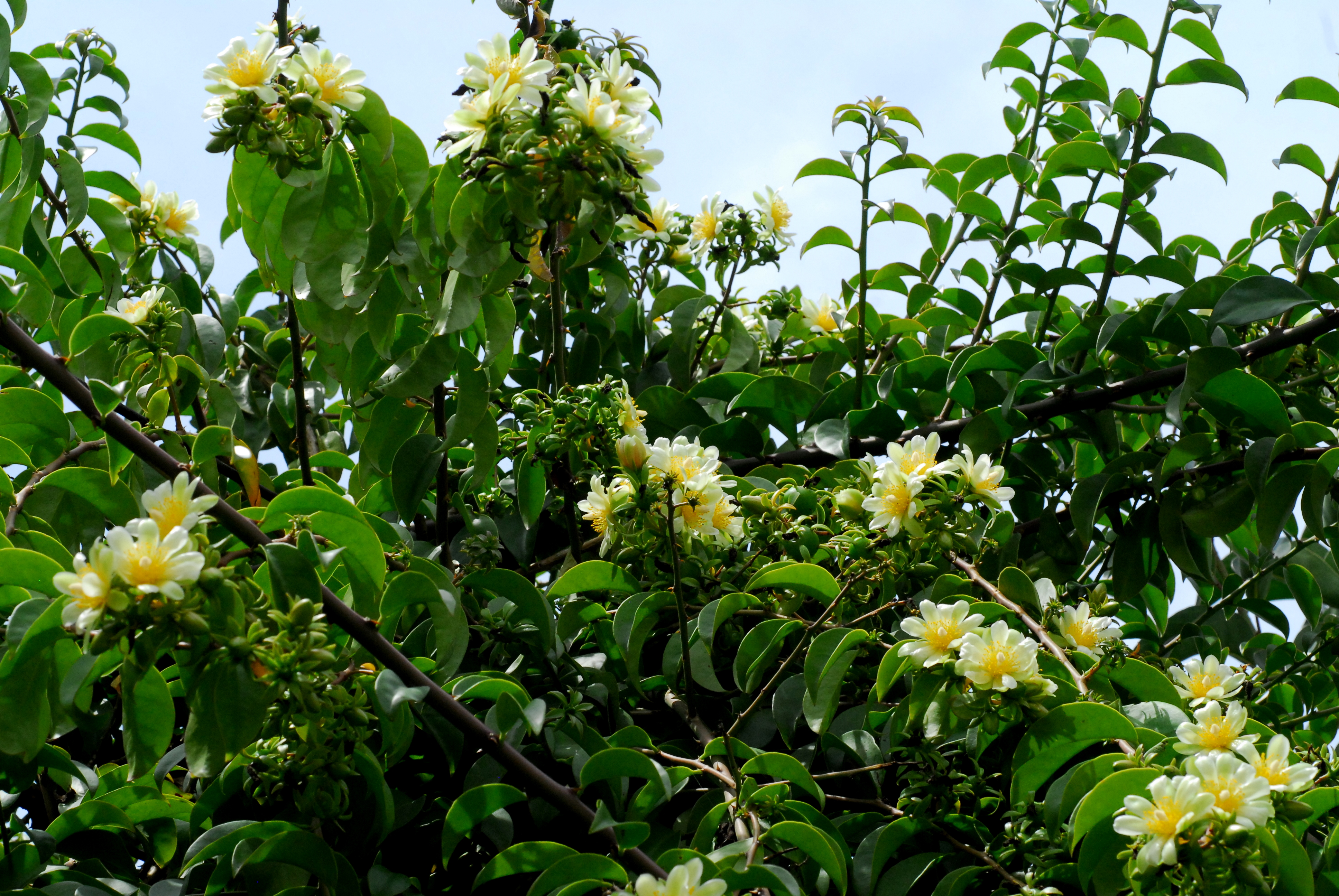
Pereskia aculeata

Рід названий у 1708 р. Шарлем Плюм'є на честь Ніколаса Фабре де Пейреска (фр. Nicolas Fabre de Peiresc), французького державного діяча та ботаніка 16 століття — початку 17 століття. Найповніший опис зробив Філіпп Міллер в 1754 році на базі схематичного опису, зробленого Плюм'є.

## Морфологія
Цей рід вважається найдавнішим з усіх кактусових.

 Відрізняється від інших кактусових наявністю овальних чи ланцетоподібних, нормально розвинених листків.

 Рід є листопадним. У несприятливих умовах листки опадають.

 Рід містить 17 видів. Деякі види мають дерев'янисте стебло, інші — ліани з лазячий стеблами до 20 м завдовжки.

 Епідерміс щільний, блискучий.

 В ареолах — прямі або загнуті гострі колючки.

 Колючки — гострі, міцні, білі, сіруваті або коричнюваті.

 Квітки — білі, кремово-жовті, рожеві, запашні, до 4,5 см в діаметрі, розташовані поодиноко або в суцвіттях.

 Плоди соковиті, жовтаві або червонясті, до 2 см у діаметрі, їстівні.

 Насіння — порівняно велике, темне, глянцеве.

## Ареал
Ареал досить широкий: південь Північної Америки, включаючи південь США та Мексику, Центральна Америка (Антильські острови, Куба), значна частина Південної Америки (включаючи південно-східну Бразилію, північне Перу, Колумбію і Венесуелу). Звичайне місце зростання — лісисті прибрежні райони на висоті близько 500 — 1 400 м над рівнем моря.

## Культивування
Влітку пейрескії потрібно багато тепла, світла й свіжого повітря. Ґрунт — будь-який поживний з домішкою 40% великозернистого піску, щебеню і мармурової крихти, pH — близько 7. У період росту рослини полив і підгодівля регулярні. Взимку полив скорочують, не дозволяючи субстрату повністю просохнути. У цей період рослини утримують при температурі близько 15 °C. Розмножують насінням і стебловими живцями. Насіння проростає важко, сіянці маловитривалі й дуже чутливі до надлишку вологи, тому їх рекомендють прищеплювати з наступним укоріненням привою. Дорослі рослини невибагливі, ростуть навіть і напівтіні, але в приміщеннях майже не цвітуть.

## Використання
Рід відрізняється високою декоративністю. Ці рослини одними з перших були завезені колнізаторами до Європи. За смачні плоди на батьківщині вони отримали назву «в'юнкий лимон» або «барбадоський аґрус». Бразильці вживають в їжу навіть листя і суцвіття цих рослин. В колекціях пейрескії часто використовують як підщепу для інших кактусів.

## Види
| - Pereskia aculeata - Pereskia aureiflora - Pereskia bahiensis - Pereskia bleo - Pereskia diaz-romeroana - Pereskia grandifolia - Pereskia grandifolia ssp. violacea | - Pereskia guamacho - Pereskia horrida - Pereskia horrida ssp. rauhii - Pereskia lychnidiflora - Pereskia marcanoi - Pereskia nemorosa | - Pereskia portulacifolia - Pereskia quisqueyana - Pereskia sacharosa - Pereskia stenantha - Pereskia weberiana - Pereskia zinniiflora |